# X Factor Christmas 2014
X Factor Christmas 2014 è una compilation, pubblicata il 25 novembre 2014. Raccoglie alcune canzoni natalizie interpretate dai concorrenti della ottava edizione di X Factor Italia, inclusi alcuni concorrenti delle tre edizioni precedenti.

## Tracce
1. Camilla Andrea Magli, Ilaria Rastrelli, Vivian Grillo – All I Want for Christmas Is You – 3:16 (Mariah Carey)
2. Komminuet, Spritz for Five, The Wise – Happy Xmas (War Is Over) – 3:33 (John Lennon, Yōko Ono)
3. Diluvio, Emma Morton, Mario Gavino Garrucciu, Sarah Fargion – O Come All Ye Faithful – 3:21
4. Lorenzo Fragola, Leiner Riflessi, Madh, Riccardo Schiara – Have Yourself a Merry Little Christmas – 4:16 (Judy Garland)
5. Chiara Galiazzo – White Christmas – 2:20
6. Antonella Lo Coco – Santa Claus Is Coming to Town – 3:01
7. Francesca Michielin – God Rest You Merry, Gentlemen – 3:37
8. Davide Merlini – Let It Snow! Let It Snow! Let It Snow! – 2:05 (Vaughn Monroe)
9. Michele Bravi – The Christmas Song – 4:24
10. Street Clerks – Sleigh Ride – 3:25
11. Aba – Silent Night – 4:10
12. Violetta Zironi – Winter Wonderland – 2:55
13. I Moderni – Carol of the Bells – 3:41

## Classifiche
| Classifica (2014) | Posizione massima |
| ----------------- | ----------------- |
| Italia            | 7                 |